# 鲁道夫·多林格
鲁道夫·多林格（德語：Rudolf Dollinger，1944年4月4日—），奥地利男子射击运动员。他曾代表奥地利参加1972年和1976年夏季奥林匹克运动会射击比赛，获得二枚铜牌，均来自男子50米手枪项目。